# Frink Gets Testy
«Frink Gets Testy» (с англ. — «Фринк тестирует») — одиннадцатая серия двадцать девятого сезона мультсериала «Симпсоны». Впервые вышла 14 января 2018 года в США на телеканале «Fox».

## Сюжет
В классическом старом документальном фильме Орсона Уэллса рассказывается о Нострадамусе и его предсказаниях будущего. Орсон Уэллс говорит, что все предсказания Нострадамуса сбылись, кроме одного — о Третьей мировой войне, что пугает мистера Бёрнса. Он собирает общество «Менсы», куда входят величайшие умы Спрингфилда, чтобы создать «Ковчег Судного дня Монтгомери Бернса» и наполнить для спасения самых ценных людей от Апокалипсиса.
Чтобы выбрать людей, которые войдут в ковчег, члены «Менсы» предлагают всем пройти IQ-тест. Однако, профессор Фринк рекомендует альтернативное ЛТЦ-тестирование (личный тест ценности, англ. Personal Value Quotient, PVQ), разработанное им. Оно позволит измерить «коэффициент личной ценности» (ЛТЦ) людей по шкале от 1 до 500.
В Спрингфилде организовывается обязательное общегородское тестирование. Через 6 недель о результатах сообщается в эфире новостей. Лиза набивает 475 баллов, но она шокирована, когда узнаёт, что Ральф Виггам набрал на один балл больше. Мардж набивает 311 баллов, Гомер — 265, а Барт — только 1 балл.
Лиза следует за Ральфом по всему городу, чтобы понять, почему его ЛТЦ выше. Тем временем Гомер, Мардж и Барт идут к профессору Фринку. Возмущённая Мардж настаивает на том, что Барт не является ничтожным. После этого Фринк обнаруживает, что он нечаянно перепутал результаты тестов Барта и Гомера из-за ужасного почерка последнего.
После того, как Фринк написал об этом в Твиттере по всему городу, включая таверну Мо, начинают высмеивать Гомера из-за его низкого ЛТЦ-показателя и использовать это. Мардж пытается помочь мужу. С её помощью почерк Гомера совершенствуется. Как благодарность Гомер пишет Мардж любовные письма.
Тем временем Лиза и Ральф добираются до строительной площадки «Ковчега Судного дня», где Ральфу удаётся неоднократно избегать травм благодаря чистой удаче. Поскольку Лиза нашла недостатки в ЛТЦ-тесте, Фринк делает её счастливее, дав ей ещё 10 баллов.
В финальной сцене после окончания строительства «Ковчега Судного дня», Бёрнс приглашает на борт лучших по результатам ЛТЦ-тестирования. Он говорит избранным, что они будут рабами. Раздражены обманом, все убегают. Бёрнс вылетает на своём ковчеге в одиночку, но его душит робот…

## Производство
Для Руперта Мёрдока была написана реплика «If you’re watching this show, I’m getting richer» (с англ. — «Если Вы смотрите это шоу, я становлюсь богаче»). Реплику предложил Майк Рейсс. Однако, после переписывания сценария от неё отказались.

## Отзывы
Во время премьеры на канале «Fox» серию просмотрели 8,04 млн человек с рейтингом 3.3, что сделало её самым популярным шоу на канале «Fox» в ту ночь и во всём 29 сезоне.
Деннис Перкинс из «The A.V. Club» дал эпизоду оценку B-, сказав: «Это неудовлетворительно, [но] по-другому, чем обычно для современных Симпсонов… Было явно недостаточно времени, чтобы развить некоторые многообещающие и приятные сюжетные линии, и, действительно, поспешное заключение небрежно завершило их, заставив меня — и вот что необычно — пожелать, чтобы серия была дольше».
Согласно голосованию на сайте The NoHomers Club большинство фанатов оценили серию на 3/5 со средней оценкой 2.85/5.